# Kraijenhoffstraat 32-34
Kraijenhoffstraat 32-34 is een voormalige school en gemeentelijk monument aan de Kraijenhoffstraat in Amsterdam-Centrum. 

## Geschiedenis

### Aanbesteding en bouw
In mei 1882 vond er aanbesteding plaats ten behoeve van twee openbare lagere scholen (nrs 33 en 35) in deze Czaar Peterbuurt, waar veel goedkoper arbeiderswoninkjes waren neergezet door de Amsterdamsche Vereeniging tot het bouwen van Arbeiderswoningen. Het ontwerp daarvoor was eigenlijk standaard afkomstig van Dienst der Publieke Werken. Verantwoordelijke(n) voor de scholen waren stadsarchitect Bastiaan de Greef en zijn assistent Willem Springer. Echter het was gebruikelijk de namen niet op de ontwerpen te vermelden, dus of zij zich er echt over hebben gebogen blijft onzeker. De stijl van het gebouw met trekjes van neoromaans en neogotiek wijst er wel op. Aannemers zagen kans een gebouw van 103.000 gulden neer te zetten. 
In februari 1883 werd een advertentie gezet voor een schoolopziener alhier. Het werd een kinderrijke omgeving, want al in 1885 werd hier vlakbij alweer een nieuwe school gebouwd aan de Tweede Leeghwaterstraat 7-9, die ook al snel te klein werd en daardoor uitbreiding behoefde. Er was ook op de huisnummer 27-29 een zogenaamde Diaconieschool en een noodschool op de andere hoek van de Tweede Leeghwaterstraat. 

### Herbestemming in de twintigste eeuw
In de loop van de 20e eeuw kwam een aantal scholen leeg te staan, ze werden veelvuldig gekraakt, ontruimd en kregen nieuwe bestemmingen of verdwenen zoals de Diaconieschool uit het straatbeeld bij de wijksanering. In het gebouw 32-34 kwam een bedrijven/dienstencentrum en een ouder- en kindcentrum. Op de zolderverdieping bevinden zich 14 ateliers.
De school stond tijdens haar eerste jaren op de huisnummers 4 en 6, links, achter en rechts belend door speelterreinen met daarachter weer een spoorwegemplacement. Andere bebouwing aan deze kant van de Kraijenhoffstraat zou nog een flink aantal jaren op zich laten wachten. Kraijenhoffstraat 12-22 dateert bijvoorbeeld van de jaren vijftig. Op huisnummer 10 verrees in 1990 een nieuwe lagere school (Basisschool Oostelijke Eilanden, kortweg BOE), er waren weer kinderen genoeg.  

## Afbeeldingen

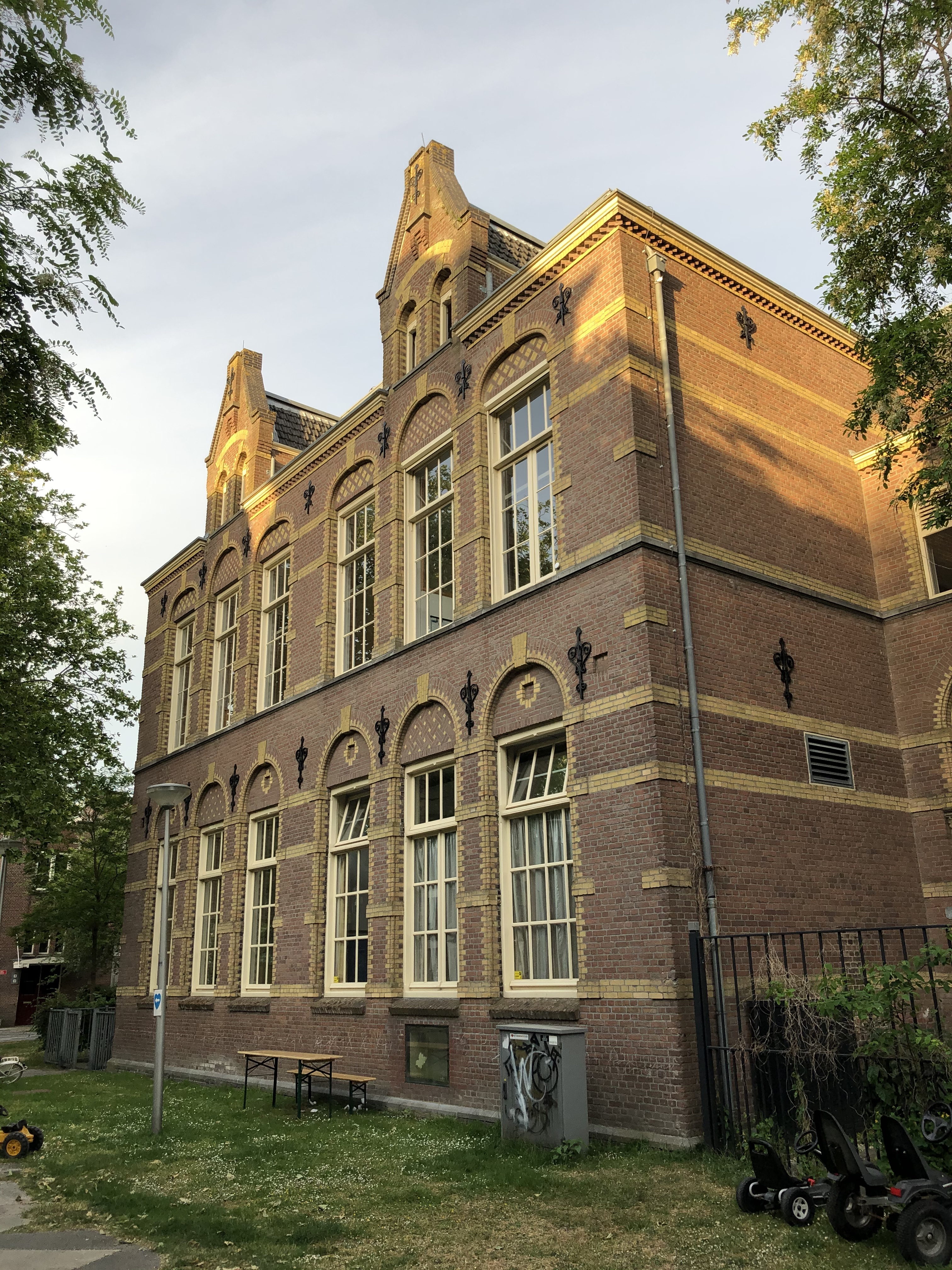
Westelijke vleugel
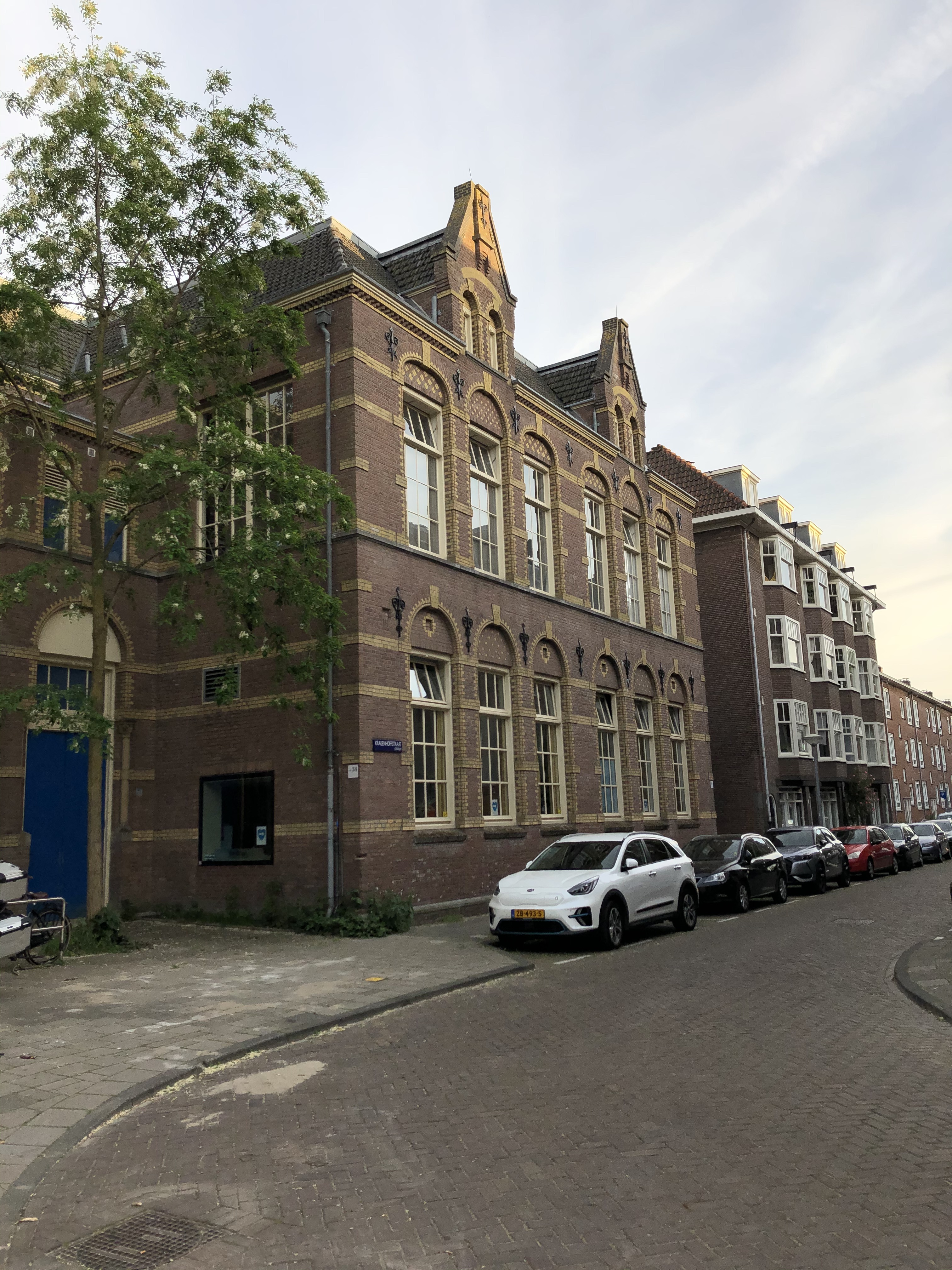
Oostelijke vleugel

## Trivia
- Het gebouw werd in de film Ciske de Rat gebruikt als decor voor de school waar Ciske les krijgt van Meester Bruis.

1. ↑  Centrum Oost. Ouder- en Kindteams Amsterdam (29 februari 2016). Geraadpleegd op 4 juni 2020.